# Споменик Револуцији у Ивањици
Споменик Револуцији у Ивањици представља изузетно вредно уметничко остварење изведено у стилу тада актуелног социјалистичког реализма. Смештена је у оквиру просторно културно-историјске целине од великог значаја Стара чаршија у Ивањици и један је од визуелних симбола града. Представља непокретно културно добро као споменик културе од великог значаја.
На споменику техником мозаика, величине 5x2,4m, представљена је скупина револуционара у јуришу и уједно је највећи мозаик на отвореном простору код нас. Аутор овог остварења био је угледни југословенски сликар Ђорђе Андрејевић Кун, коме су у изради споменика помагали његови млади сарадници, а касније афирмисани југословенски уметници, Нада Худе, Милош Гвозденовић и Љуба Лах о чему постоји запис на плочи смештеној на северној страни споменика. Отворен је 1957. године.
Споменик револуције у облику је обрнутог трапеза, благо полукружно закривљеног. Налази се на равном постаменту начињеном од плоча белог мермера. Са предње стране, мозаичка представа, урађена од ситних глазираних керамичких плочица. На бочним странама постављене су мермерне жардињере. Сама композиција не садржи текстуални епитаф, већ се у подножју мозаичке монументалне композиције налази натпис: 1941-1945. 
Овај војни мемориал у потпуности је обновљен 2008. године у складу са пројектом стручњака Завода за заштиту споменика културе из Краљева. 